# Roannes-Saint-Mary
Roannes-Saint-Mary is een gemeente in het Franse departement Cantal (regio Auvergne-Rhône-Alpes). De plaats maakt deel uit van het arrondissement Aurillac. Roannes-Saint-Mary telde op 1 januari 2022 1.104 inwoners.

## Geografie
De oppervlakte van Roannes-Saint-Mary bedroeg op 1 januari 2022 36,29 vierkante kilometer; de bevolkingsdichtheid was toen 30,4 inwoners per km².
De onderstaande kaart toont de ligging van Roannes-Saint-Mary met de belangrijkste infrastructuur en aangrenzende gemeenten.

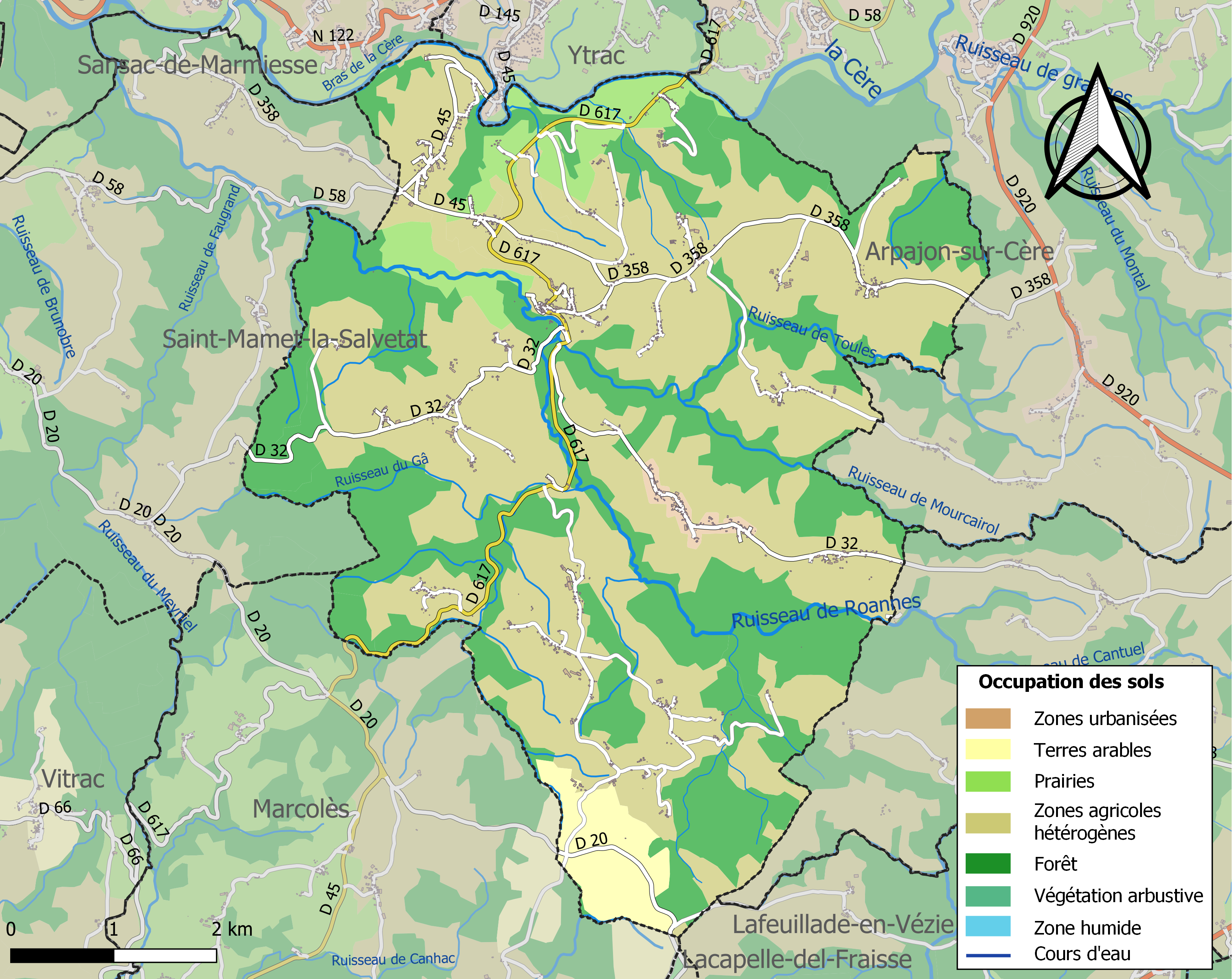

## Demografie
Onderstaande figuur toont het verloop van het inwonertal (bron: INSEE-tellingen).

Vanwege een beveiligingsprobleem met de MediaWiki Graph-software is het momenteel niet mogelijk deze grafiek weer te geven. Zodra de software is bijgewerkt zal de grafiek vanzelf weer zichtbaar worden.